# Mark David Chapman
Mark David Chapman (sinh ngày 10 tháng 5 năm 1955) là một tù nhân Mỹ, là hung thủ ám sát thành viên ban nhạc The Beatles John Lennon vào tối ngày 8 tháng 12 năm 1980. Mark Chapman đã sát hại Lennon khi anh và vợ là Yoko Ono đang trên đường trở lại căn hộ của họ ở Thành phố New York. Chapman bắn Lennon bốn phát ở phía sau, bên ngoài căn hộ The Dakota. Sau khi bắn chết Lennon, Chapman vẫn ở lại hiện trường cho đến khi bị cảnh sát bắt, và đã nhận tội giết người này. Mark Chapman đã bị kết án tù từ 20 năm đến chung thân và đã bị giam tù tại Khu Phục hồi nhân phẩm ở Attica và Wende, New York từ năm 1981. Sau khi mãn hạn tù 20 năm tối thiểu (1981-2000), cứ 2 năm 1 lần, Chapman nộp đơn xin tha bổng nhưng đều bị khước từ. Tất cả là 7 lần và lần gần nhất là vào 08/2012 đều bị từ chối bởi Yoko Ono.